# Leptuca uruguayensis
El cangrejo violinista del Atlántico sudoccidental (Leptuca uruguayensis) es una especie de crustáceo decápodo braquiuro integrante del género Leptuca. Habita en ambientes costeros marinos y estuariales del océano Atlántico en América del Sur. El nombre común se debe a que en el par de quelas, pinzas o "tenazas" los tamaños son notablemente disímiles entre sí.

## Distribución y hábitat
Este cangrejo habita en costas y aguas someras, marinas estuariales del océano Atlántico Sudoccidental. Se distribuye por el norte desde Río de Janeiro, en el Brasil, donde ocurre en el este y sur, en los estados de: Río de Janeiro, São Paulo, Paraná, Santa Catarina y Río Grande del Sur, en el sudeste del Uruguay en los departamentos de: Rocha, Maldonado, Canelones y Montevideo, y en el este de la Argentina, en la provincia de Buenos Aires.
En la Argentina la especie se presenta con 3 poblaciones alopátricas, sin poblaciones intermedias entre sí: bahía de Samborombón (35º30' a 36º22'S) laguna Mar Chiquita (37º46'S) y el río Quequén Grande (38º34'S). Esta distribución se debería al patrón de los vientos de la región. El periodo de liberación larval y reclutamiento ocurre desde diciembre hasta abril; es el momento en que las larvas de este cangrejo se dejan arrastrar, transportadas por la deriva de la fuerza del viento, al poner en movimiento la capa superior de la columna de agua.

## Características y hábitos de vida
Es un cangrejo de pequeñas dimensiones. Una de las dos pinzas o quelas delanteras en el macho es de gran tamaño, y de tonos llamativos; su par, en cambio, es mucho más pequeña ya que su función es cavar. En la hembra ambas son poco llamativas y pequeñas.
La presencia de cromatóforos produce cambios en su coloración. Posee gran capacidad de hiper e hiporregular iones de sodio y potasio.
Es un cangrejo gregario, si bien cada individuo excava en el limo un túnel de alrededor de 30 cm de profundidad, el que utiliza como protección climática y refugio ante algún peligro, por lo que suele no alejarse demasiado de su orificio de entrada. 
En cuanto a su tolerancia térmica, los ejemplares sobreviven indefinidamente a temperaturas entre 7 °C y 39 °C, con mayor supervivencia cuando previamente se aclimatan los individuos.
Esta especie explota el microambiente que representa el nivel alto del intermareal limoso o limoarenoso. Se alimenta de detritos del limo, aunque también lo hace de animales muertos. Es predado por peces y numerosas especies de aves costeras, como Pluvialis dominica, Pluvialis squatarola, Arenaria interpres, Numenius phaeopus, etc., así como de la gaviota cangrejera (Larus atlanticus).
La hembra gesta sus huevos durante medio mes dentro de su madriguera, llevándolos en la parte inferior de su cuerpo, formando una masa. Pasado ese período sale y los libera durante la marea baja. Las larvas permanecen en el plancton durante otro medio mes.

## Taxonomía
Esta especie fue descrita originalmente en el año 1901 por el zoólogo carcinólogo italiano Giuseppe Nobili.  Anteriormente formaba parte del género Uca hasta que en 2016 Leptuca pasó de ser considerado un subgénero a ser considerado un género.
Localidad y ejemplar tipo

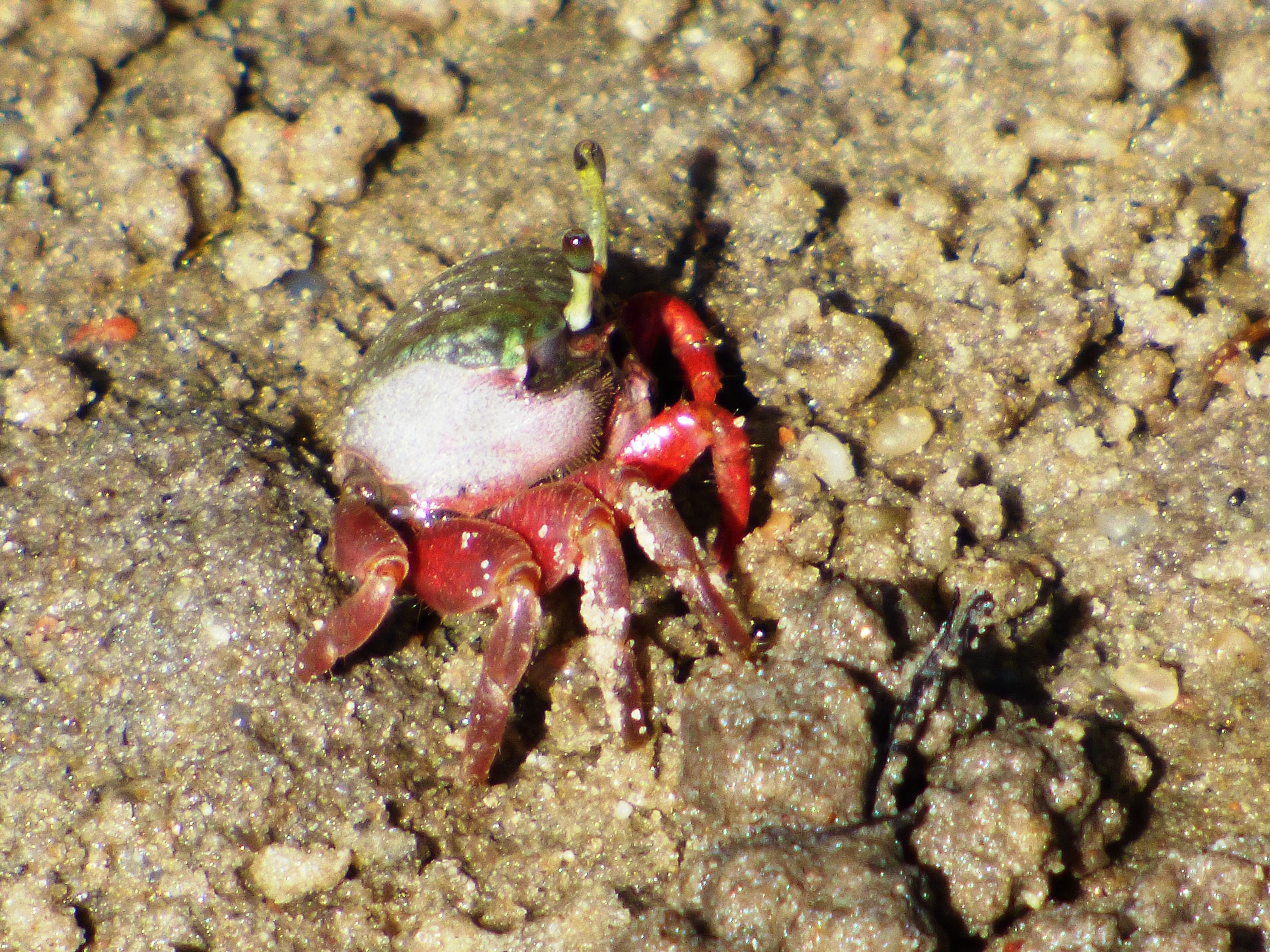
Cangrejo violinista. Maldonado. Uruguay

El holitipo es un macho capturado en: La Sierra, Uruguay. Fue depositado en el Regio Museo Zoológico di Torino, Torino, Italia.  
Etimología
Etimológicamente, el término específico uruguayensis deriva del país donde fue colectado el ejemplar tipo: Uruguay.